# Wright R-3350

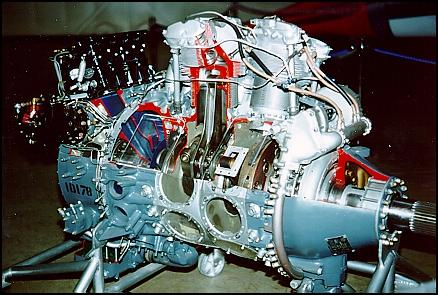
Il Wright R-3350-57 esposto presso il National Museum of the United States Air Force.

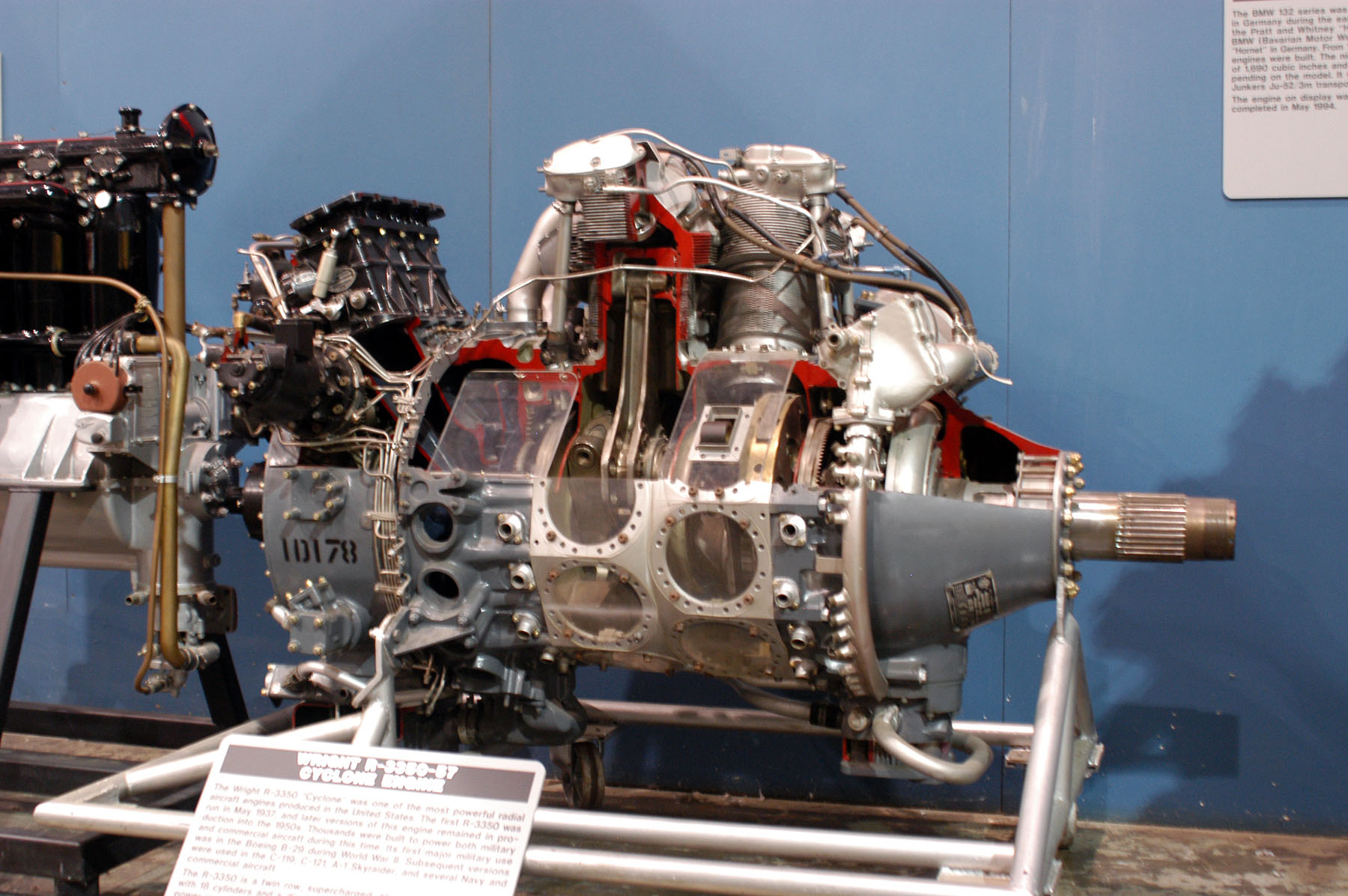
L'R-3350-57 in esposizione al National Museum of USAF in un'altra prospettiva.

Il Wright R-3350 Duplex Cyclone era un motore aeronautico radiale  18 cilindri a doppia stella raffreddato ad aria, prodotto negli anni quaranta dall'azienda statunitense Curtiss-Wright Corporation.
Il Duplex Cyclone è stato uno dei più potenti motori radiali prodotti negli Stati Uniti. Il suo sviluppo iniziò prima dello scoppio della seconda guerra mondiale, ma il motore richiese un lungo periodo di maturazione prima di venire utilizzato sul bombardiere Boeing B-29 Superfortress, poco prima della fine del conflitto. Dopo la guerra il motore era sufficientemente maturo tanto da divenire il principale motore usato nei progetti di velivoli civili, particolarmente nella sua versione Turbo-compound.
La sigla R-3350 identifica il modello in base alla sua cilindrata in pollici cubici, circa 3 350 in³

## Storia
Nel 1927 la Wright Aeronautical iniziò la produzione del suo più rappresentativo motore, il Cyclone, che equipaggiò diversi velivoli durante gli anni trenta. Nel 1929 la ditta si fuse con la Curtiss dando origine alla Curtiss-Wright. Dopo questa fusione si iniziò a sviluppare una versione più potente di questo motore che potesse raggiungere una potenza pari a 1 000 hp (746 kW). Da questo progetto scaturì il Wright R-1820 Cyclone 9 la cui produzione iniziò nel 1935 e che diverrà uno dei motori più utilizzati negli anni trenta e durante la seconda guerra mondiale.

### Sviluppo
Nello stesso periodo la concorrente Pratt & Whitney iniziò lo sviluppo di un nuovo motore più grande e molto più potente basato sul suo altrettanto famoso motore R-1830 Wasp. Il nuovo modello adottava una configurazione a doppia stella, con i cilindri disposti cioè su una doppia fila invece che su un'unica come il suo predecessore, che poteva facilmente competere in fatto di potenza erogata con l'R-1820. Nel 1935 quindi anche la Curtiss-Wright decise di intraprendere un analogo sviluppo partendo dalla meccanica del Cyclone. Ne scaturirono alla fine due progetti caratterizzati anch'essi da una doppia stella e da cilindri a corsa corta: un 14 cilindri che verrà sviluppato nel motore R-2600 ed un 18 cilindri che diverrà il R-3350.
Il primo R-3350 fu completato nel maggio del 1937. Si dimostrò subito essere un motore con un carattere molto spiccato. Lo sviluppo proseguì lentamente sia a causa della complessità del motore che a seguito della maggiore attenzione dedicata alla versione a 14 cilindri. Il motore non effettuò prove di volo fino al 1941 cioè solo dopo che il velivolo XB-19 sostituì i motori Allison V-3240 con i Wright R-3350.
Le cose cambiarono drasticamente quando nel 1940 venne emessa una specifica da parte dell'United States Army Air Force (USAAF) per lo sviluppo di un bombardiere strategico a lungo raggio capace di volare dagli Stati Uniti alla Germania con un carico offensivo di 9000 kg (20000 lb). Sebbene più piccolo del progetto per il Bomber D, che si concretizzerà nel prototipo XB-19, il nuovo velivolo richiedeva motori con una potenza comparabile. Quando tre dei quattro progetti preliminari presentati adottarono il motore R-3350 divenne evidente che quest'ultimo rappresentava il futuro nell'USAAF e quindi vennero compiuti tutti gli sforzi necessari per avviarlo velocemente alla fase di produzione in serie.

### Impiego operativo
Nel 1943 compiva i primi voli l'ultimo sviluppo del nuovo programma per questo nuovo bombardiere, l'XB-29, il prototipo del Boeing B-29 Superfortress. Il motore però continuava a possedere un rendimento non costante ed inoltre mostrava una preoccupante tendenza al surriscaldamento. Per ovviare a tali inconvenienti iniziarono ad essere introdotte una serie di numerose modifiche, direttamente sulla linea di produzione del velivolo, che ne migliorassero il raffreddamento a bassa velocità. Nel 1944 i velivoli furono inviati nel teatro bellico della guerra del Pacifico dove però divenne evidente che i problemi di surriscaldamento non erano stati risolti tanto che alcuni velivoli si incendiarono dopo il decollo.
Le versioni iniziali del R-3350 erano equipaggiate con i carburatori che crearono dei problemi di miscelazione. Questi problemi a loro volta provocavano una inadeguata distribuzione della miscela.
Al termine della seconda guerra mondiale venne introdotto un sistema di alimentazione ad iniezione e subito l'affidabilità del motore aumentò. Questi motori divennero i favoriti nei progetti per i grandi velivoli civili quali il Lockheed Constellation e il Douglas DC-7.

### Il sistema Turbo-Compound

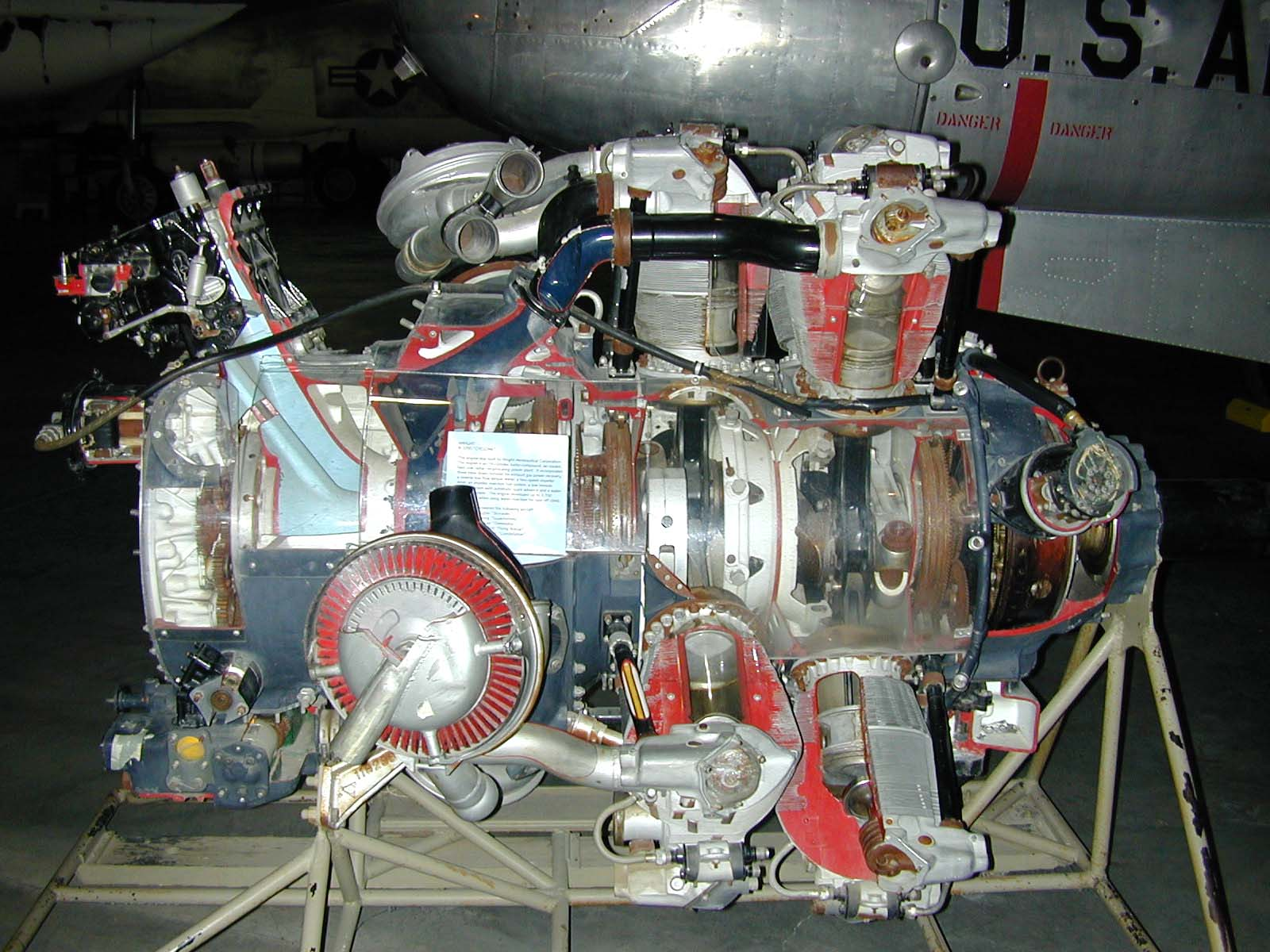
Il Wright R-3350, dotato di dispositivo Turbo-Compound, esposto presso lo Strategic Air and Space Museum ad Ashland, Nebraska. Si noti sulla parte inferiore la girante di una delle tre turbine.

Successivamente, per soddisfare le richieste del mercato civile, venne studiato un dispositivo per migliorare ulteriormente il rendimento al fine di riuscire a contenere il consumo di combustibile, il sistema Turbo-Compound.
Questo dispositivo si basava sulla introduzione di tre turbine posizionate a monte dei collettori di scarico e con un sistema di ingranaggi, a differenza di quanto accadeva nei motori equipaggiati con turbocompressori, la potenza recuperata dalle turbine veniva direttamente scaricata sull'albero motore. Con questo sistema si recuperava un ulteriore 20 per cento di energia, che altrimenti sarebbe stata dispersa in calore. Da questo momento in poi inoltre l'affidabilità del motore era stata ulteriormente incrementata con una MTBO (tempo massimo prima di una revisione) posta a 3.500 ore e un SFC (consumo specifico di carburante) dell'ordine di 243 g/kWh (0,4 lb/hp.h).

## Versioni
- R-3350-13 : 2 200 hp (1 641 kW)
- R-3350-23 : 2 200 hp (1 641 kW)
- R-3350-24W : 2 500 hp (1 900 kW)
- R-3350-32W : 3 700 hp (2 800 kW) a 2 400 giri/min
- R-3350-53 : 2 700 hp (2 013 kW)
- R-3350-85 : 2 500 hp (1 900 kW)
- R-3350-89A : 3 500 hp (2 600 kW)
- R-3350-93W : 3 500 hp (2 600 kW)

## Velivoli utilizzatori
Canada
- Canadair CL-28 Argus

 Stati Uniti
- Beechcraft XA-38 Grizzly
- Boeing B-29 Superfortress
- Boeing C-97 Stratofreighter
- Boeing XPBB Sea Ranger
- Consolidated B-32 Dominator
- Curtiss F14C
- Curtiss XP-62
- Douglas A-1 Skyraider
- Douglas BTD Destroyer
- Douglas DC-7
- Douglas XB-31
- Fairchild C-119 Flying Boxcar
- Fairchild AC-119
- Lockheed Constellation
- Lockheed P2V Neptune
- Lockheed XB-30
- Martin JRM Mars
- Martin XB-33 Super Marauder
- Martin P-5 Marlin
- Stroukoff YC-134

## Motori comparabili
Germania
- BMW 803

 Regno Unito
- Bristol Centaurus

 Stati Uniti
- Pratt & Whitney R-4360